# Ronny Souto
Pour les articles homonymes, voir Amado.
Ronny Walder Alves Souto Amado, né le 7 décembre 1978 à São Vicente au Cap-Vert est un footballeur international capverdien.

## Biographie
Évoluant au milieu de terrain, il se distingue par ses qualités techniques et sa vision de jeu.
Il a joué au F91 Dudelange en FORTIS League (1re Division) au Luxembourg.
En 2009, il réalise le doublé en devenant champion et remportant la Coupe du Luxembourg (victoire 5-0 contre UN Käerjeng). Il joue, cette année-là avec des joueurs comme Tony Vairelles ou Jonathan Joubert.
En 2010, alors qu'il est en fin de contrat, il s'engage pour le CS Fola Esch, club avec lequel il termine vice-champion dès la première saison. Il réalise une bonne saison et est élu Meilleur joueur de la saison luxembourgeoise devant Jonathan Joubert et Tom Schnell.

### En sélection
Il décroche sa première cape en équipe du Cap-Vert en mai 2008 face au Burkina Faso.
Il fait partie de la liste de joueurs capverdiens retenus pour les qualifications Coupe d'Afrique des nations de football/Coupe du monde de football 2010.
Le 16 novembre 2010, il inscrit son premier but en sélection lors d'un match amical remporté 2-1 contre la Guinée-Bissau.

## Carrière joueur
- 1998-2003 : SC Praia  Cap-Vert
- 2003-2007 : CS Obercorn  Luxembourg
- 2007-2010 : F91 Dudelange  Luxembourg
- 2010-2017 : CS Fola Esch  Luxembourg
- 2017-2019 : FC Hamm Benfica  Luxembourg

## Palmarès
- Championnat du Luxembourg :
  - Champion en 2008 et 2009 (F91 Dudelange).
  - Vice-champion en 2010 (F91 Dudelange), 2011 (CS Fola Esch).
- Coupe du Luxembourg :
  - Vainqueur en 2009.

## Carrière entraîneur
- 2021-2022 :  FC Jeunesse Junglinster
- 2022-2024 :  Club sportif de Weiler-la-Tour
- depuis oct. 2024 :  CS Fola Esch